# 稲田敏植
稲田 敏植（いなだ としたね、明和4年（1767年） - 文化8年6月29日（1811年8月17日））は、徳島藩筆頭家老。淡路洲本城代稲田家11代当主。
正室は市橋長璉の娘。継室は高辻福長の娘。子に稲田植封、稲田芸植、稲田植美、紀州藩家老水野正純室。通称は九郎兵衛。

## 生涯
明和4年（1767年）、蜂須賀家家老稲田植樹の子として生まれる。安永6年（1777年）父の死去により家督相続し、洲本城代となる。
寛政元年（1789年）、仁正寺藩主市橋長璉の娘と結婚する。同年、幕府巡見使を洲本に迎える。天明5年（1785年）、稲田家学問所を別邸内に移転して益習館と名称を改め、家臣子弟の学問を興隆させた。益習館では、儒学者の篠崎三島、篠崎小竹親子が講義を行い、幕末に勤皇の志士を輩出する。継室に中納言高辻福長の娘を迎え、朝廷との関係が深まったことも、稲田家が幕末に独自に勤皇の道を歩む一因となる。文化8年（1811年）6月29日死去。家督は嫡男の植封が相続した。